# ند لند

شبكة الند للند من الفروع بدون هيكلة أساسية مركزية.

نموذج لشبكة مركزية تعتمد على جهاز خادم

الند للند أو القرين للقرين أو النظير للنظير (بالإنجليزية: Peer-to-Peer)‏ وهي عملية تبادل الملفات والبيانات بين جهازين شخصيين على شبكة الإنترنت. يستخدم هذا البروتوكول بكثرة في برامج مشاركة الملفات وتقاسمها. حيث يقدم الأقران جزءًا من مواردهم، مثل قدرة المعالج، أو مساحة التخزين القرص، أو معدل نقل البيانات للشبكة (سرعة نقل البيانات)، ويكون متاحاً بشكل مباشر للمشاركين الآخرين في الشبكة، دون الحاجة إلى التنسيق المركزي بواسطة الخوادم أو المضيفات الثابتة.
وتعتمد شبكات الند لند على كمبيوترات المستخدمين وسرعتهم، فكل فرد في شبكة الند لند يساهم أولًا بالملفات وثانيًا بالسرعة، حيث تربط شبكات الند لند الأطراف ببعض ويتم مشاركة الملفات، في حالة تحميلك لملف من شبكة.

## شبكات تحميل الملفات
- شبكة توصيل المحتوى
- شبكة توصيل الخدمات

ولنأخذ شبكة eDonkey network كمثال
فتقوم بتحميل البرنامج المخصص بذلك (إي دونكي أو emule أو mldonkey) وبعدها يمكنك البحث عن الملف الذي تريده، سيقوم البرنامج بالبحث عن الكلمة في الملفات المشاركة من قبل المستخدمين، وعند اختيار تحميل الملف سيقوم البرنامج بتحديد الأطراف الذين يملكون هذا الملف ويبدأ تحميله منهم.

## مزايا الند للند
1. المساحة التخزينية: فإن كنت تريد مشاركة الملفات مع الناس فأول مشكلة ستواجهك هي أين ستخزن هذا الملف لكي يحمله الآخرين.
2. السرعة: فأنت في شبكة الند لند تساهم بقوة كمبيوترك وسرعتك وملفاتك وبالطبع يمكن التحكم في الملفات التي تريد أن تشاركها والسرعة التي تريد مشاركتها أيضاً، فتستطيع منع تحميل أي ملف في جهازك (وهو الأمر الافتراضي)، ويمكنك تحديد السرعة التي ستشارك بها، منها سرعة الرفع، فإن كنت من مشتركي الADSL، فسرعة للتحميل وسرعة للرفع، 256/64، أو 1024/256، وهذه السرعة لا تستغل أبدًا في التحميل أي لن تؤثر على سرعة تحميلك للملفات من الإنترنت وتساهم بقدر ضئيل جدًا في تصفح الإنترنت.

## حقوق النشر
ما زال هناك جدل إذا كان البرتوكول يسمح بتبادل ملفات لها حقوق نسخ هل هو قانوني أم لا.

## الشبكات البرتوكولات والتطبيقات
- سيل البتات: عميل بتتورنت ،ميو تورنت، أزورس
- نابستر
- يوزنت